# 华火绒草
华火绒草（学名：Leontopodium sinense）为菊科火绒草属的植物，为中国的特有植物。分布于中国大陆的云南、贵州、四川等地，生长于海拔2,000米至3,100米的地区，见于亚高山干旱草地、草甸、沙地灌丛或针叶林中，目前尚未由人工引种栽培。